# 邦なつき
邦 なつき（くに なつき、8月14日 - ）は、元宝塚歌劇団専科の女役。元月組組長。
大阪府大阪市、市立扇町高等学校出身。身長160cm。愛称は「まり」。

## 来歴
1970年、宝塚音楽学校入学。
1972年、宝塚歌劇団に58期生として入団。入団時の成績は15番。雪組公演「かぐら／ザ・フラワー」で男役として初舞台。
1973年、月組に配属。
1974年に娘役へと転向する。
1976年の「バレンシアの熱い花」で新人公演初ヒロイン。
1990年6月30日付で専科へと異動。
1993年8月1日付で月組へ異動となり、月組組長に就任。
1996年11月8日付で再び専科へと異動。
専科異動後は各組に特別出演を続け、2011年10月16日、月組「アルジェの男／Dance Romanesque」東京公演千秋楽をもって、宝塚歌劇団を退団。

## 宝塚歌劇団時代の主な舞台

### 初舞台
- 1972年3 - 4月、雪組『かぐら』『ザ・フラワー』（宝塚大劇場のみ）

### 月組時代
- 1975年10月、『恋こそ我がいのち』新人公演：デルヴィール夫人（本役：大空美鳥）／『イマージュ』
- 1976年5月、『スパーク&スパーク』／『長靴をはいた猫』小仙人、新人公演：魔女エグール（本役：舞小雪）
- 1976年8月、『ベルサイユのばら Ⅱ』（東宝）ロミー
- 1976年11 - 12月、『紙すき恋歌』『バレンシアの熱い花』 - 新人公演：イサベラ（本役：小松美保）（宝塚大劇場のみ） 新人公演初ヒロイン[5]
- 1978年8月、『隼別王子の叛乱』新人公演：磐之媛大后（本役：水城玉藻）／『ラブ・メッセージ』
- 1979年2月、『日本の恋詩』／『カリブの太陽』第一王女
- 1979年4月、『ロミオとジュリエット』（バウ）モンタギュー夫人
- 1979年11月、『バレンシアの熱い花』 - 新人公演：シルヴィア（本役：舞小雪）『ラ・ベルたからづか』（東京宝塚劇場）
- 1981年1月、『ジャンピング!』／『新源氏物語』少納言、新人公演：葵の上（本役：有明淳）
- 1981年6月、『白鳥の道を越えて』テレーズ／『ビッグ・アップル』
- 1981年8月、『愉快な夢人たち』（中日劇場）
- 1982年2月、『あしびきの山の雫に』大伯皇女／『ジョリー・シャポー』
- 1982年3月、『永遠物語』（バウ）お今
- 1982年10月、『愛限りなく』／『情熱のバルセロナ』マチルダ
- 1983年6月、『恋と十手と千両箱』（バウ）お蝶
- 1983年9月、『野菊の詩』（バウ）兄嫁
- 1984年3月、『翔んでアラビアンナイト』ファティマー／『ハート・ジャック』
- 1984年5月、『沈丁花の花道』〆香／『ザ・レビューⅡ』
- 1984年11月、『ガイズ&ドールズ』ミミ
- 1985年1月、『愛…ただ愛』（バウ）マリネット
- 1985年9月、『スウィート・リトル・ロックンロール』（バウ）ミス・マクリーン
- 1985年11月、『ときめきの花の伝説』リンドハイム伯爵夫人／『ザ・スィング』
- 1986年9月、『ロータスの伝説』（バウ）マハラニ
- 1986年11月、『パリ、それは悲しみのソナタ』フランソワ・ジョバンニ／『ラ・ノスタルジー』
- 1987年5月、『ME AND MY GIRL』ブラウン夫人
- 1988年2月、『ME AND MY GIRL』（中日劇場）ブラウン夫人
- 1989年1月、『心中・恋の大和路』（バウ）かもん太夫
- 1989年5月、『新源氏物語』葵の上／『ザ・ドリーマー』
- 1989年11 - 12月、『天使の微笑・悪魔の涙』 - ミッテラー夫人『レッド・ホット・ラブ』（宝塚大劇場のみ）
- 1990年2 - 3月、『大いなる遺産』 - ミス・ハヴィシャム『ザ・モダーン』（宝塚大劇場）
- 1990年4 - 5月、『天使の微笑・悪魔の涙』 - ミッテラー夫人『レッド・ホット・ラブ』（全国ツアー）
- 1990年6月、『大いなる遺産』 - ミス・ハヴィシャム『ザ・モダーン』（東京宝塚劇場）

### 専科時代
- 1990年8 - 9月、月組『川霧の橋』（宝塚大劇場） - お常
- 1990年10 - 11月、月組『天使の微笑・悪魔の涙』（全国ツアー） - ミッテラー夫人
- 1990年12月、月組『川霧の橋』（東京宝塚劇場） - お常
- 1991年11 - 1992年3月、星組『紫禁城の落日』 - 麗華
- 1992年4 - 5月、花組『小さな花がひらいた』（全国ツアー） - お久
- 1992年8 - 9月、雪組『ヴァレンチノ』（バウホール） - アラ・ナジモヴァ
- 1992年10月、星組『ハロー、ジョージ!』（バウホール） - キャサリン・ゴードン
- 1993年1 - 2月、雪組『ヴァレンチノ』（日本青年館・中日劇場） - アラ・ナジモヴァ
- 1993年2 - 3月、星組『ハロー、ジョージ!』（日本青年館） - キャサリン・ゴードン
- 1993年5 - 6月、雪組『天国と地獄』（宝塚大劇場のみ） - サンフォーヌ公爵夫人

### 月組時代
- 1993年9 - 10月、『花扇抄』『扉のこちら』 - ポンポーヌ夫人『ミリオン・ドリームズ』（宝塚大劇場のみ）
- 1994年1 - 2月、『風と共に去りぬ』（宝塚大劇場） - ピティパット
- 1994年2 - 3月、『たけくらべ』（バウホール） - おまき
- 1994年4月、『風と共に去りぬ』（東京宝塚劇場） - ピティパット
- 1994年6 - 8月、『エールの残照』 - シンニード『TAKARAZUKA・オーレ!』（宝塚大劇場）
- 1994年9 - 10月、『風と共に去りぬ』（全国ツアー） - ピティパット
- 1994年11月、『エールの残照』 - シンニード『TAKARAZUKA・オーレ!』（東京宝塚劇場）
- 1994年12 - 1995年1月、『ローン・ウルフ』（バウホール） - タマラ・マリンスキー
- 1995年4 - 5月、『エールの残照』 - シンニード『TAKARAZUKA・オーレ!』（全国ツアー）
- 1995年6月、『ハードボイルド・エッグ』 - ママ・ディンズモア『EXOTICA!』（東京宝塚劇場のみ）
- 1995年8 - 9月、『ME AND MY GIRL』（宝塚大劇場） - ディーン・マリア公爵夫人
- 1995年10月、『ローン・ウルフ』（日本青年館・愛知厚生年金会館） - タマラ・マリンスキー
- 1995年12月、『ME AND MY GIRL』（東京宝塚劇場） - ディーン・マリア公爵夫人
- 1996年2月、『ME AND MY GIRL』（中日劇場） - ディーン・マリア公爵夫人
- 1996年3 - 5月、『CAN-CAN』 - ラモリス夫人『マンハッタン不夜城』（宝塚大劇場）
- 1996年6月、『銀ちゃんの恋』（バウホール） - ヤスの母
- 1996年7月、『CAN-CAN』 - ラモリス夫人『マンハッタン不夜城』（東京宝塚劇場）
- 1996年8月、『銀ちゃんの恋』（日本青年館） - ヤスの母
- 1996年9 - 11月、『チェーザレ・ボルジア』 - ヴァノッツァ『プレスティージュ』（宝塚大劇場のみ）

### 専科時代
- 1997年8月、『ザッツ・レビュー』（花組）清水民
- 1997年10月、『ブルー・スワン』（花組・バウ、東京特別、名古屋特別）イザベラ
- 1998年2月、『ザッツ・レビュー』（花組・中日劇場）清水民
- 1998年3月、『ダル・レークの恋』（星組）インディラ・クマール
- 1998年4月、『ダル・レークの恋』（星組・全国ツアー）インディラ・クマール
- 1998年6月、『皇帝』（星組）アグリッピナ
- 1999年12月、『プロヴァンスの碧い空』（月組・ドラマシティ）カトリーヌ・サルニイ
- 2000年3月、『聖者の横顔』（星組・バウ、東京特別）ジョアンナ
- 2000年9月、『トム・ジョーンズの華麗なる冒険』（花組・バウ、東京特別）エリザベス・ウエスタン
- 2001年3月、『ベルサイユのばら2001 -オスカルとアンドレ編-』（星組）モンゼット夫人
- 2002年4月、『風と共に去りぬ』（日生劇場）メリーウェザー夫人
- 2002年8月、『専科エンカレッジ スペシャル』（バウ）
- 2002年10月、『ホップ スコッチ -Hopscotch石けり-』（雪組・バウ、東京特別）スーザン・ブラウニング
- 2003年2月、『傭兵ピエール -ジャンヌ・ダルクの恋人-』（宙組）ヨランド[2]
- 2004年4月、『ジャワの踊り子』（月組・全国ツアー、花組・全国ツアー）王妃[2]
- 2004年9月、『花供養』（日生劇場）水無瀬
- 2004年11月、『青い鳥を捜して』（雪組）フローレンス
- 2006年1月、『ベルサイユのばら -フェルゼンとマリー・アントワネット編-』（星組）マリア・テレジア
- 2006年11月、『維新回天・竜馬伝! -硬派・坂本竜馬III-』（宙組）お登勢
- 2007年6月、『バレンシアの熱い花』（宙組）セレスティーナ侯爵夫人
- 2007年10月、『バレンシアの熱い花』（宙組・全国ツアー）セレスティーナ侯爵夫人
- 2008年5月、『愛と死のアラビア -高潔なアラブの戦士になったイギリス人-』（花組）アミナ
- 2008年10月、『銀ちゃんの恋』（花組・ドラマシティ、東京特別）ヤスの母
- 2009年2月、『外伝ベルサイユのばら -アンドレ編-』（宙組・中日劇場）マロン・グラッセ
- 2009年7月、『フィフティ・フィフティ』（花組・バウ）ヘレン婆さん
- 2009年9月、『外伝ベルサイユのばら -アンドレ編-』（花組）マロン・グラッセ
- 2010年2月、『紫子』（月組・中日）たず
- 2010年9月、『銀ちゃんの恋』（宙組・全国ツアー）ヤスの母
- 2011年7 - 10月、月組『アルジェの男』 - ポーラ・シャルドンヌ 退団公演